# Multi Picture Object
Il MPO (Multi Picture Object) è un formato file definito dal CIPA (Camera & Imaging Products Association) per le immagini multi-view. Uno dei principali usi di questo formato riguarda le immagini stereoscopiche. Lo standard consiste nel concatenare più file JPEG.
Creato nel 2009 è ora lo standard output e formato di input per le fotografie tridimensionali nei dispositivi di più produttori.